# Scania Interlink
Le Scania Interlink est un autocar de tourisme commercialisé par Scania depuis 2016.

## Historique
Le Scania Interlink remplace l'OmniExpress dans la gamme du constructeur suédois.
Cet autocar dispose de plusieurs offres de motorisations : diesel, gaz naturel et éthanol.

## Variantes
Cet autocar est disponible en plusieurs hauteurs de plancher : LD, HD et MD.
Il peut également être équipé de 2 ou 3 essieux suivant les longueurs.

## Caractéristiques techniques
Le Scania Interlink est motorisé par des 6 cylindres en ligne placés en porte-à-faux arrière.
Ils répondent tous à la norme Euro 6.

### Motorisations[2],[3],[4]
|                        | Bioéthanol           | Biogaz/gaz naturel   | Biogaz/gaz naturel   | HVO/Biodiesel        | Biodiesel/HVO/diesel | Biodiesel/HVO/diesel | Biodiesel/HVO/diesel | Biodiesel/HVO/diesel |
| ---------------------- | -------------------- | -------------------- | -------------------- | -------------------- | -------------------- | -------------------- | -------------------- | -------------------- |
| Moteur                 | 6 cylindres en ligne | 6 cylindres en ligne | 6 cylindres en ligne | 6 cylindres en ligne | 6 cylindres en ligne | 6 cylindres en ligne | 6 cylindres en ligne | 6 cylindres en ligne |
| Alimentation           | Turbocompressé       | Turbocompressé       | Turbocompressé       | Turbocompressé       | Turbocompressé       | Turbocompressé       | Turbocompressé       | Turbocompressé       |
| Cylindrée              | 9 000 cm3            | 9 000 cm3            | 9 000 cm3            | 9 000 cm3            | 9 000 cm3            | 9 000 cm3            | 13 000 cm3           | 13 000 cm3           |
| Puissance maxi         | 284 ch (209 kW)      | 284 ch (209 kW)      | 324 ch (239 kW)      | 324 ch (239 kW)      | 253 ch (186 kW)      | 365 ch (268 kW)      | 416 ch (306 kW)      | 497 ch (365 kW)      |
| Couple maxi            | 1 250 N m            | 1 350 N m            | 1 500 N m            | 1 600 N m            | 1 250 N m            | 1 700 N m            | 2 150 N m            | 2 550 N m            |
| Norme environnementale | Euro 6               | Euro 6               | Euro 6               | Euro 6               | Euro 6               | Euro 6               | Euro 6               | Euro 6               |
| Boîte de vitesses      | Automatique          | Automatique          | Automatique          | Automatique          | Automatique          | Automatique          | Automatique          | Automatique          |